# H-II
H-II je japanska teška raketa za lansiranje satelita, koju je razvila tvrtka Mitsubishi Heavy Industries. Iako naziv sugerira nasljednika rakete H-I, H-II je u potpunosti novi dizajn razvijen od temelja. Prvo lansiranje obavljeno je 3. veljače 1994. godine. Od 2021. godine postupno je zamjenjuje ekonomičniji model H3.

## H-II
Razvoj projektila H-II započelo je 1986. Koristi koncept propulzije sličan onom koji je kasnije implementiran u Ariane 5 : dva pojačivača čvrstog stanja osiguravaju potreban potisak pri polijetanju, a jedan motor LE-7 odgovoran je za glavno ubrzanje. Glavni motor radi s tekućim kisikom i vodikom te ima hidraulički zakretnu mlaznicu. Ti su motori bili veliki korak za japanska svemirska putovanja, ali u svom skupom razvoju (800 milijuna američkih dolara od 2,3 mlrd dolara ukupne cijene rakete) također predstavlja neke probleme. Testiranje motora započelo je 1988., s dva neuspjela testa 1989., zbog čega je prvi let odgođen za dvije godine. Zajedno s modificiranim drugim stupnjem preuzetim od HI s modernim motorom LE-5A s mogućnošću ponovnog paljenja s isto tako hidraulički zakretnom mlaznicom, H-II je sposoban nositi do 10 tona tereta u nisku Zemljinu orbitu (LEO). 
Iako je H-II bio tehnički ažuriran, njegova visoka složenost i povezani visoki početni troškovi te niska pouzdanost spriječili su komercijalni uspjeh, pa je proizvodnja zaustavljena i razvijen je H-IIA. Danas još uvijek postoji kopija H-II ispred centra za posjetitelje mjesta za lansiranje.

## H-IIA
Kako bi konstrukcija H-II bila i komercijalno konkurentna, potrebno bilo je smanjiti troškove lansiranja.  Isto tako, dizajn prethodno korištenih pojačivača pogona HTPB (sada kraći, ali sastavljeni iz jednog dijela umjesto segmenata), prijelaz stupnja (sada izrađen od plastike ojačane ugljičnim vlaknima ) i dizajn spremnika su pojednostavljeni. Korištenje različitih nosača na čvrsto gorivo (SRB ili SSB) i nosača s tekućim pogonskim gorivom (LRB) trebalo bi omogućiti pokrivanje velikog raspona nosivosti i održavanje niskih troškova. Kao LRB planiran je jedan ili čak dva prva stupnja slično Delti IV Heavy. Realiziran je veći raspon nosivosti, ali je LBR koncept napušten.
Također je došlo do promjena na motorima, na primjer turbopumpe motora prvog stupnja LE-7A, koje su bile postavljene na boku H-II, sada su postavljene iznad njega, što je motor učinilo duljim. Modificirani motor drugog stupnja LE-5B daje 13 % više potiska. Raketa je dostupna na komercijalnom tržištu od fiskalne 2007. godine, ali je imala mali međunarodni uspjeh zbog još uvijek relativno visokih troškova lansiranja.

## H-IIB
H-IIB (starija oznaka H-IIA-304) bio je daljnji razvoj H-IIA, dizajniran za teža korisna opterećenja kao što je HTV (16,5 t) je dizajniran. Zapravo, korišten je samo za prijevoz ovog opskrbnog broda. Prvi stupanj rakete imao je veći promjer (5,2 m umjesto 4 m) i dva motora LE-7A i četiri bočna nosača na čvrsti pogon (duljina 56 m, masa 551 t). Nosivost GTO-a trebala bi biti oko 8 tone laži. Razvoj rakete započeo je 2004. s proračunom od oko 20 milijardi jena (oko 150 milijuna eura).
Dana 2. travnja i 22. travnja 2009. održana su probna gađanja na mjestu lansiranja u Tanegashimi, koja su oba bila uspješna.   Uslijedilo je 11. srpnja 2009. intenzivno testiranje s naknadnom simulacijom lansiranja (Ground Vehicle Test), u kojem je gotovo kompletna raketa H-IIB bila podvrgnuta simuliranom odbrojavanju na lansirnoj rampi. U ovom testu nedostajali su samo adapter za korisni teret, teret i obloga korisnog tereta. 
Prvi start 10. rujna 2009. nazvan je TF-1 (TF = Test Flight). Svemirski transporter H-2 Transfer Vehicle (HTV) uspješno je lansiran u svemir.  H-IIIB završio je svoje posljednje lansiranje s zadnjom misijom HTV-a 20. svibnja 2020.

## Tehničke specifikacije
| Model        | H-II                 | H-IIA                   | H-IIA                   | H-IIB                      |
| ------------ | -------------------- | ----------------------- | ----------------------- | -------------------------- |
| Stupnjei     | 2 + Booster          | 2 + Booster             | 2 + Booster             | 2 + Booster                |
| Visina       | 49 m                 | 53–57 m                 | 53–57 m                 | 56 m                       |
| Promjer      | 4,0 m                | 4,0 m                   | 4,0 m                   | 5,2 m                      |
| Startna masa | 260 t                | 285 – 347 t             | 285 – 347 t             | 531 t                      |
| Potisak      | 3962 kN              | bis zu 4913 kN          | bis zu 4913 kN          | 8372 kN                    |
| Nosivost     | 10 t LEO 4 t GTO     | 10–15 t LEO 4–6 t GTO   | 10–15 t LEO 4–6 t GTO   | 19 t LEO 8 t GTO           |
|              | Booster              |                         |                         |                            |
| Tip          | H-II-0               | SRB-A                   | SSB                     | SRB-A                      |
| Broj         | 2                    | 2-4                     | 0-4                     | 4                          |
| Visina       | 23,36 m              | 15,2 m                  | 14,9 m                  | 15,2 m                     |
| Promjer      | 1,81 m               | 2,5 m                   | 1,0 m                   | 2,5 m                      |
| Prazna masa  | 11,25 t              | 10,4 t                  | 2,5 t                   | 10,55 t                    |
| Startna masa | 70,4 t               | 76,4 t                  | 15,5 t                  | 76,5 t                     |
| Motor        | H-II-0 mit 1.540 kN  | SRB-A mit 2.245 kN      | Castor 4XL mit 745 kN   | SRB-A mit 4 × 2.305 kN     |
|              | 1. Stupanj           |                         |                         |                            |
| Tip          | H-II-1               | H-IIA-1                 | H-IIA-1                 |                            |
| Visina       | 28 m                 | 37,2 m                  | 37,2 m                  | 38,2 m                     |
| Promjer      | 4,0 m                | 4,0 m                   | 4,0 m                   | 5,2 m                      |
| Prazna masa  | 11,9 t               | 13,6 t                  | 13,6 t                  | 24,2 t                     |
| Startna masa | 98,1 t               | 113,6 t                 | 113,6 t                 | 202 t                      |
| Motor        | LE-7 mit 844/1080 kN | LE-7A mit 815/1096,5 kN | LE-7A mit 815/1096,5 kN | 2 × LE-7A, gesamt 2,196 kN |
|              | 2. Stupanj           |                         |                         |                            |
| Tip          | LE-5A                | LE-5B                   | LE-5B                   | LE-5B-2                    |
| Visina       | 10,7 m               | 9,2 m                   | 9,2 m                   | 11 m                       |
| Promjer      | 4,0 m                | 4,0 m                   | 4,0 m                   | 4,0 m                      |
| Prazna masa  | 2,7 t                | 3,0 t                   | 3,0 t                   | 3,4 t                      |
| Startmasse   | 19,7 t               | 19,6 t                  | 19,6 t                  | 20 t                       |
| Motor        | LE-5A mit 121,6 kN   | LE-5B mit 137,16 kN     | LE-5B mit 137,16 kN     | LE-5B-2 mit 137,2 kN       |

## Vanjske poveznice
- H-IIA stranica JAXA (engleski)
- H  H-II
- Obitelj H-2, H-2A, H-2B Gunterova svemirska stranica
- Bernd Leitenberger: Obitelj lansera H-II